# Concordia Seminary
Das Concordia Seminar (engl. Concordia Seminary) befindet sich in Clayton, Missouri, einem westlich liegenden Vorort von St. Louis, Missouri. Die primäre Aufgabe der Institution ist die Ausbildung von Pastoren, Diakonissen, Missionaren, Kaplänen und die Ausbildung von Kräften für die Kirchenleitung der Lutherischen Kirche – Missouri-Synode (LCMS). Der gegenwärtige Präsident des Seminars ist Dale Meyer.

## Geschichte
Das Seminar ist das zweitälteste lutherische Seminar und eines der größten Seminare in den Vereinigten Staaten. Gegründet wurde es im Jahre 1839. Anfangs befand es sich jedoch noch im Perry County, Missouri. 1849 wurde es nach St. Louis verlegt und im Jahre 1926 wurde der gegenwärtige Campus errichtet. Die Aufgabe, die Geistlichen für die LCMS auszubilden, teilt sich das Concordia Seminar mit dem Concordia Theological Seminary in Fort Wayne, Indiana.
Die Institution in St. Louis wurde von der LCMS einst als „theoretisches“ (bzw. akademisches) Seminar und das Concordia Theologische Seminar in Fort Wayne wurde als „praktisches“ Seminar betrachtet. Heutzutage ist diese Unterscheidung jedoch kaum mehr verwendbar. Das Concordia Seminar vergibt zurzeit einen Master-of-Divinity-Grad, der zur Ordination führt, sowie Master-of-Arts-, Master-of-Sacred-Theology-, Doctor-of-Ministry- und Doctor-of-Philosophy-Grade. Das Seminar ist theologisch konservativ ausgerichtet. So bildet es keine Frauen für die Ordination aus und es wird die Historisch-grammatische Interpretation der Bibel gelehrt. Das Seminar ist ein akkreditiertes Mitglied der Association of Theological Schools in the United States and Canada und der North Central Association of Colleges and Schools.
Der Radiosender KFUO-AM 850 hat seine Studios und seinen Sendeturm auf dem Campus. Viele Jahre lang entstand in dieser LCMS-Radiostation die national ausgestrahlte Sendung Lutheran Hour.

## Die Kapelle von St. Timotheus und St. Titus
Die Kapelle St. Timotheus und St. Titus (Chapel of St. Timothy and St. Titus) wurde am 15. November 1992 geweiht und dient seitdem dem Concordia Seminar als Gebetsraum. Neben dem eigentlichen Gebetsraum der Kapelle befinden sich noch ein Chorübungsraum, ein Klassenraum, das Kirchenbüro des Dekans, das Housefellow-Quartier und eine kleinere Kapelle für kleine Gottesdienste sowie für Gebetsübungen.

## Concordia-Seminar-Bibliothek
Die Concordia-Seminar-Bibliothek (Concordia Seminary Library) hat Platz für 250.000 Bücher und über 300 Plätze für Leser. Sie bietet Arbeitsplätze und Studierräume für Theologiestudenten, Jungakademiker und Gelehrte. Der Buchbestand besteht aus mehr als 245.000 Bänden. Darin enthalten sind die persönlichen Buchbestände der Gründungsväter der Lutherischen Kirche – Missouri-Synode und ihrer Theologen wie Carl Ferdinand Wilhelm Walther.

## Luther-Statue

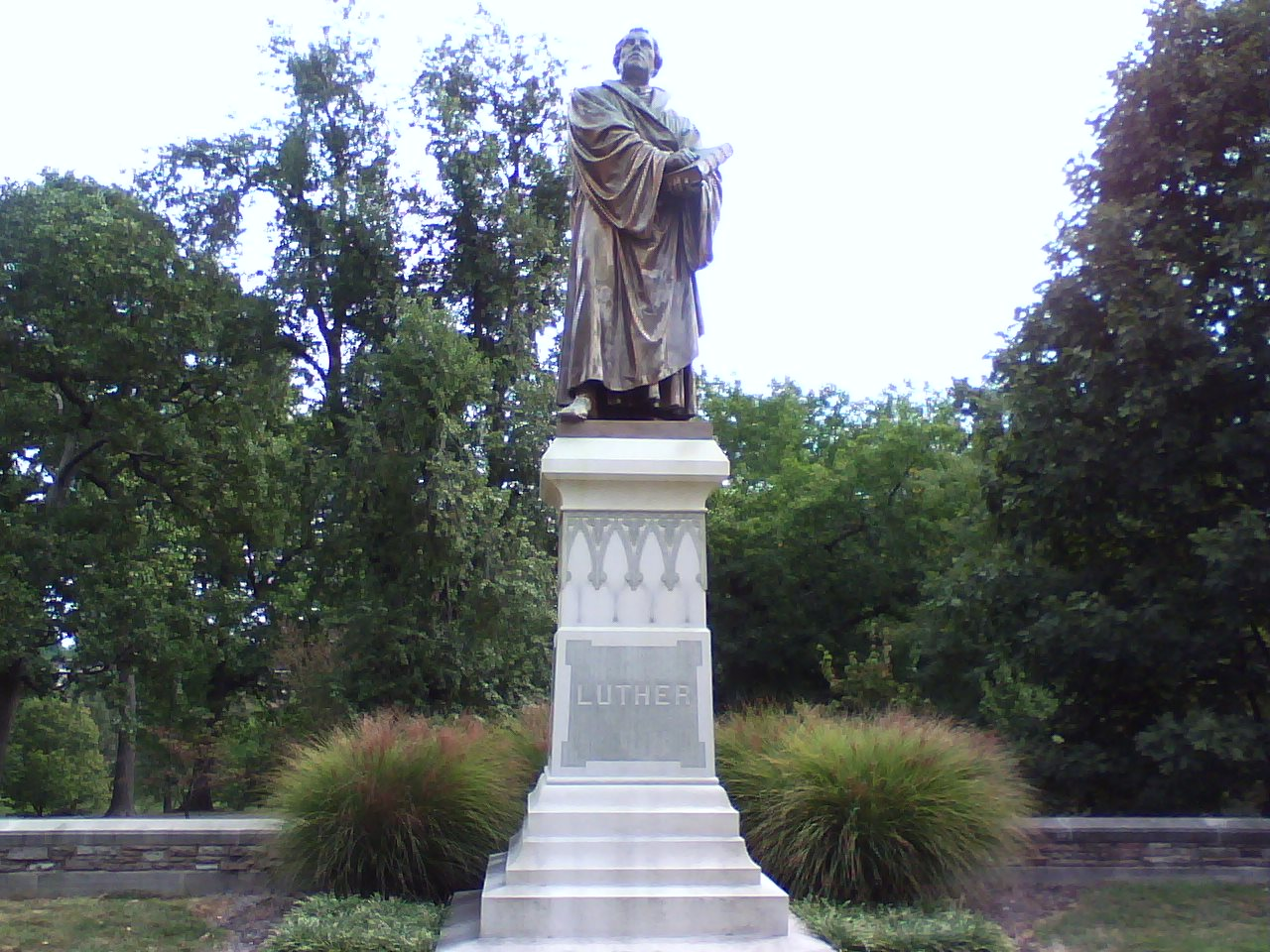
Lutherstatue

Gleich neben der Gründer-Halle (Founder Hall) steht die Luther-Statue, die seit 1903 an der vorherigen Stätte des Concordia Seminars in der Jefferson Avenue in St. Louis stand. Im Jahre 1926, als der neue Campus in Clayton eingeweiht wurde, bekam sie ihren neuen Standort. Die Statue ist eine exakte Nachbildung der Luther-Statue, die in Worms steht.

## Luther-Turm
Der Luther-Turm (Luther Tower) wurde vom Architekten Charles Klauder entworfen. Der Turm wurde 1966 fertiggestellt. Die Basis des Turms bildet die kleine Kapelle der Heiligen Apostel (Chapel of the Holy Apostles). In der Spitze des Turms befindet sich ein Carillon, also ein Glockenspiel, mit 49 Glocken. Die Glocken sind dem Gedächtnis aller Pastoren der Lutherischen Kirche – Missouri-Synode geweiht. Die Größte wiegt 2,5 Tonnen und die kleinste wiegt 17 Pfund.

## Concordia-Geschichts-Institut
Das Institut für Geschichte (Concordia Historical Institute) ist für das Archiv und die Geschichtsforschung zur Missouri-Synode zuständig. Das auf dem Campus befindliche Institut besitzt einen Lesesaal für Benutzer, einen Konferenzraum, zwei Ausstellungsebenen und zwei klimatisierte Archivdepots. Zum Institut gehören auch zwei als historische Denkmäler deklarierte Orte in Perry County (Missouri). Es publiziert eine Vierteljahresschrift (Concordia Historical Institute Quarterly) und unterstützt Gemeinden der Synode bei der Erhaltung und Aufarbeitung historischer Quellen.

## Die Seminex-Kontroverse
Das Concordia Seminar geriet 1974 in den Fokus der nationalen US-amerikanischen Medien, als 45 von den 50 Fakultätsmitgliedern, zusammen mit der großen Mehrheit der Studenten, auszogen und ein rivalisierendes Institut namens Seminex oder Concordia Seminar in Exil (Concordia Seminary in Exile) gründeten. Der Auszug folgte der Aufrechterhaltung der Suspendierung von John Tietjen, dem Präsidenten des Concordia Seminars. Ihm wurde vorgeworfen, dass er durch Verwendung der historisch-kritischen Methode zur Bibelauslegung, das sola scriptura missachten würde. Die verbleibenden Studenten und restlichen fünf Professoren setzten den Lehrbetrieb am Concordia Seminary St. Louis mit Unterstützung durch das Concordia Theologisches Seminar fort. Doch der Konflikt in der Lutherischen Kirche – Missouri-Synode war nicht beendet. Es spalteten sich etwa 250 Gemeinden von der Lutheran Church – Missouri Synod ab und bildeten 1977 die Association of Evangelical-Lutheran Churches in America (AELC). Im Jahr 1988 fusionierte die AELC mit der American Lutheran Church (ALC) und der Lutheran Church in America (LCA) zur Evangelical Lutheran Church in America (ELCA).